# Алёша-доброволец
«Алёша-доброволец» (также «Дитя-доброволец») — российский патриотический художественный фильм режиссёра Б. С. Глаголина кинокомпании «Русская лента». Премьера фильма состоялась во время Первой мировой войны — 19 октября 1914 года. Фильм также демонстрировался в Москве под альтернативным названием «Случай из жизни московского гимназиста».

## Сюжет
В центре фильма история гимназиста, добровольно отправившегося на фронт.

## Интересные факты
- Существует версия[3], что сценаристом фильма был русский поэт Михаил Кузмин.